# Mimas brunnea
Mimas brunnea är en fjärilsart som beskrevs av Max Bartel 1900. Mimas brunnea ingår i släktet Mimas och familjen svärmare. Inga underarter finns listade i Catalogue of Life.